# BK Frem
Maillots
Le Boldklubben Frem, plus couramment appelé BK Frem, est un club danois de football fondé en 1886 et basé à Copenhague.

## Historique
- 1886 : fondation du club sous le nom de Fremskridtsklubbens Cricketklub, un club de Cricket
- 1887 : le club est renomme BK Frem après l'introduction du football
- 1959 : 1re participation à une Coupe d'Europe (C3, saison 1959/60)

## Palmarès
- Championnat du Danemark de football (6) 
  - Champion : 1923, 1931, 1933, 1936, 1941, 1944

- Coupe du Danemark de football (2)
  - Vainqueur : 1956, 1978
  - Finaliste : 1969, 1971, 1981

- Championnat du Danemark de football D2 (2)
  - Champion : 1963, 1982

## Joueurs/Entraîneurs
- Jan Børge Poulsen